# 해피 길모어 2
"해피 길모어 2"(영어: Happy Gilmore 2)는 2025년 공개된 미국의 스포츠 코미디 영화이다. 카일 뉴어첵이 감독을 맡았으며, 1996년 영화 《해피 길모어》의 속편이다.